# Минтиккис, Константинос
Константинос Минтиккис (греч. Κωνσταντίνος Μιντίκκης; 14 июля 1989, Кипр) — кипрский футболист, защитник клуба «Докса» и сборной Кипра.

## Биография

### Клубная карьера
На профессиональном уровне дебютировал в сезоне 2006/07 в составе клуба «Анортосис», за который сыграл 3 матча в чемпионате Кипра и выиграл с командой Кубок Кипра. Затем, в течение нескольких лет выступал в аренде за клубы второго дивизиона, пока в 2012 году окончательно не покинул «Анартосис». Сезон 2012/13 Минтиккис также отыграл во второй лиге за клуб «Омония» (Арадипу). В 2013 году игрок вернулся в высшую лигу, подписав контракт с клубом «Неа Саламина». Зимой 2015 года он перешёл в другой клуб лиги АЕК Ларнака, однако в составе АЕКа в основном исполнял роль игрока ротации. В сезоне 2017/18 Минтиккис на правах аренды вернулся в «Неа Саламина», а после окончания аренды подписал с командой полноценный контракт, и провёл в клубе ещё один сезон. Летом 2019 года перешёл в клуб «Докса».

### Карьера в сборной
Свой первый вызов в сборную Кипра получил в ноябре 2014 года на игру против сборной Андорры, однако на поле не вышел. Дебютировал за сборную Кипра 6 сентября 2019 года, отыграв весь матч против сборной Казахстана, в рамках отборочного турнира чемпионата Европы 2020.

## Достижения
«Анортосис»
- Обладатель Кубка Кипра: 2006/2007